# Okres okołoporodowy
Okres okołoporodowy,  okres perinatalny – okres w życiu człowieka obejmujący ostatni trymestr ciąży, sam poród oraz pierwsze siedem dób życia pozamacicznego.
W tym czasie należy zapewnić szczególną opiekę kobiecie ciężarnej i jej dziecku (w okresie płodowym jak i noworodkowym).
W zależności od przyjętej definicji okres okołoporodowy zaczyna się między 20. a 28. tygodniem po zapłodnieniu komórki jajowej, a kończy się między 1. a 4. tygodniem po urodzeniu dziecka

Przeczytaj ostrzeżenie dotyczące informacji medycznych i pokrewnych zamieszczonych w Wikipedii.